# Chitenay
Chitenay is een gemeente in het Franse departement Loir-et-Cher (regio Centre-Val de Loire). De plaats maakt deel uit van het arrondissement Blois. Chitenay telde op 1 januari 2022 1.136 inwoners.

## Geografie
De oppervlakte van Chitenay bedroeg op 1 januari 2022 15,61 vierkante kilometer; de bevolkingsdichtheid was toen 72,8 inwoners per km².

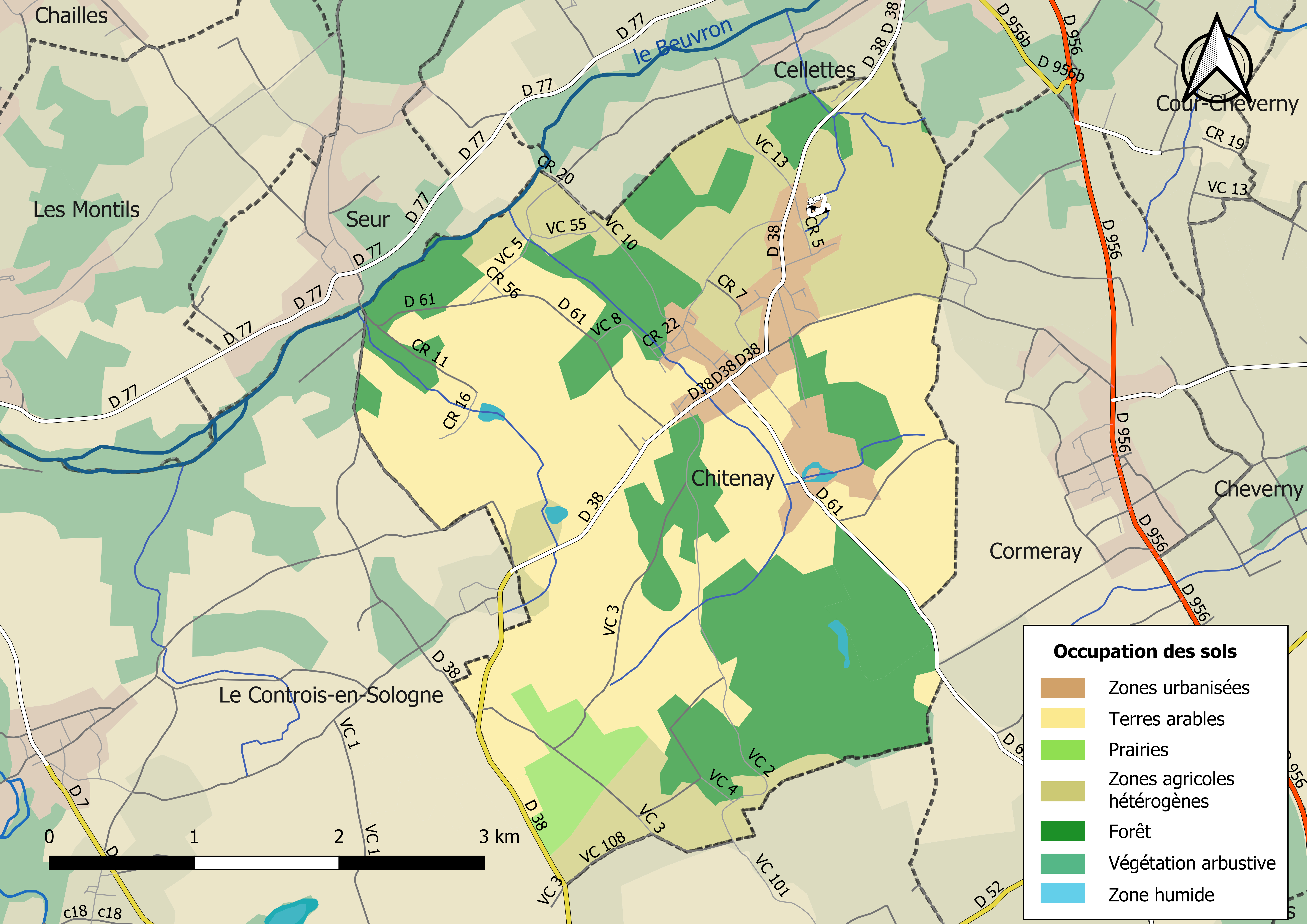
Kaart van de gemeente met de belangrijkste infrastructuur, bodemgebruik en omliggende gemeenten

## Demografie
Onderstaande figuur toont het verloop van het inwonertal (bron: INSEE-tellingen).

## Geboren in Chitenay
- Denis Papin